# بيترو رومان
بيترو رومان (بالإيطالية: Pietro Roman)‏ هو فارس ‏ إيطالي، ولد في 20 سبتمبر 1989 في روما في إيطاليا.

## وصلات خارجية
- بيترو رومان على موقع الاتحاد الدولي للفروسية (الإنجليزية)
- بيترو رومان على موقع FEI (رابط بديل) (الإنجليزية)
- بيترو رومان على موقع أوليمبيديا (الإنجليزية)
- بيترو رومان على موقع اللجنة الأولمبية الإيطالية (الإيطالية)